# さいたま市警察部
さいたま市警察部（さいたましけいさつぶ）は、さいたま市内の警察署を統括する埼玉県警察の機関。
所在地は、さいたま市浦和区常盤4-11-21で、浦和警察署内に併設されている。

## 概要
さいたま市内の7警察署を統括する。また、さいたま市との政策の連絡調整を行う。市警察部長はノンキャリアのベテラン警視正で、第一方面本部長が兼務する。

## 管轄の警察署
- 浦和警察署
- 浦和東警察署
- 浦和西警察署
- 大宮警察署
- 大宮東警察署
- 大宮西警察署
- 岩槻警察署